# Црта
Црта [—] је интерпункцијски знак.
Као реченични знак црта нема обавезну примену, најчешће може заменити запету, уместо које се пише тамо где је потребан изразитији знак одвајања или наглашавања, као и тамо где је потребно да се избегне нагомилавање текста. С таквом службом црта може заменити и заграду. Такође, црта се може употребити да замени интерпункцијски знак две тачке. Најзад, употребљава се у приповедачком тексту, и уместо интерпункцијског знака наводници.

## Облици
Интерпункцијски знак црта употријебљава се у два облика:
- као одмакнута црта (са бјелинама на обје стране), раздвојеног је карактера и
- као примакнута црта (без бјелина на њеним странама), везаног карактера.

### Одмакнута црта
Употријебљава се у сљедећим случајевима:
1. Цртом се, умјесто запетом и заградом, може издвајати уметнути дио текста:

- Пред зору — уз страшан тутањ — стигоше коњаници.
- Сви учесници кроса — а било их је најмање четири хиљаде — окупили су се пред зградом „Политике“

1. Цртом се наговјештава поименично набрајање нечега што је у првом дијелу реченице уопштено поменуто или само најављено (алтернира са правописним знаком двије тачке, понекад и запетом):

- Наишле су разне недаће — женина болест, неродна година, одлазак сина у војску.
- Острво се купало у зеленилу свих нијанси — у маслинама, смоквама, кукурузу, чемпресима и ловору.

1. Цртом се одваја, па тиме истиче, закључни дио реченице, којим се своди њен садржај на оно што се износи делом иза црте:

- Ни оца, ни брата, ни сина, ни друга, ни мужа, ни обичног познаника — никог познати не можеш.

1. Цртом се одваја (1) предикат од субјекатског дијела реченице, ако је овај опширнији или (2) уопште посљедњи дио реченице ако је оно што долази прије њега опширно, развијено:

- (1) Гозбе, сцене лова, дивље звијери, ловци који их гоне и убијају — разликују се композиционо од примјера на каснијим чашама.
- (2) Композиције лова су се јављале у низу кутија од слонове кости, посуда, тканина и на керамици — и у постсандијско доба.

1. Цртом се може издвојити накнадно додати, најчешће завршни дио неког исказа ако е он жели нарочито истаћи (запета је честа, али не увијек њена права замјена):

- Али јаруга није крива, него права — као под конац.
- И го је и бос и опет му — зима.

1. Црта се пише између дијелова реченице у којој је изостављен један од предиката који се иначе подразумијева:

Где ја стадох, ти продужи;
још смо дужни — ти одужи.
1. Црта се може писати унутар пасуса (с дужим реченицама) да би се текст подијелио на прегледне садржајне цјелине:

- Заглибивши већ језик у два обећања, са узбуђењем сам се спремао за дане када ћу одговарати о Лајбницу пред Хартманом и о једном дијелу „Критике практичног ума“ пред руководиоцем школе — Већ је лик овог посљедњег, који сам одавно наслућивао, но који се приликом првог упознавања показао страшно недовољан, постао моје власништво, то јест отпочео је у мени самовољно битисање, мијењајући се у зависности од тога да се загњуривао на дно мора несебичног усхићења или је пак испливао на површину.

1. Црта се пише у везама двију или више ријечи које немају карактер потпуне реченице, и то:

1) када је други члан такве везе са службом именског предиката непотпуне реченице (што подразумијева да је глагол изостављен), најчешће у насловима:
- Звезда и Партизан — домаћини турнира
- Жетва — најпречи задатак

2) када је други члан такве везе са службом објашњења (дефиниције), језичког еквивалента:
- кобилица — спојна полуга на ралу
- астроном — звјездознанац

3) када је други члан такве везе са службом означавања улоге у којој се узима појам означен првим чланом, његове карактеристике, својства и сл.:
- У свом предавању говорио је о Јакшићу — сликару и Јакшићу — пјеснику.
- Играла су два клуба — побратима.

4) када је други члан такве везе двију или више ријечи конкретизација, објашњење теме означене првим дијелом везе:
- Фудбал — правила игре (наслов брошуре)
- Станови — купопродаја (огласна рубрика)

5) када се означени појмови налазе у некој релацији (као саучесници, сродници, системске јединице и сл.):
- У овој игри је бековски пар Дурковић — Јусуфи.
- На Јалти је одржан тројни састанак Рузвелт — Стаљин — Черчил.
- Описана је лоза кнегиње Милице: Вратислав — Вратко — Димитрије — Вукан.

Црта има службу уобличавања текста — да повећа његову визуелну јасност и прегледност, појачавајући или замјењујући оне интерпункцијске знакове који су мање уочљиви.
1. Тако се цртом, у тексту приповједачког стила, замјењују наводници приликом писања дијалога и уопште када се туђи текст (говор неке личности) даје у посебном ставку (пасусу). У тој служби имамо „наводну црту“, која се пише на почетку навода, и „изводну црту“, од којих се ова друга на крају туђег текста пише само ако иза навода у истом пасусу слиједи пишчево објашњење:

- — Добро, узећу ово, иако ми је мало нелагодно.
- — Добро, узећу ово, иако ми је мало нелагодно — сагласи се момак.

1. Цртом се може обиљежавати почетак мањих пасуса у рашчлањивању:

- Косовско-ресавски дијалекат има додирних тачака са зетско-сјеничким дијалектом; и тако:

— и један и други имају релативно архаичну акцентуацију;
— добро чувају аорист и имперфекат;
— имају, у основи, сличне развојне тенденције у синкретизму множинских падежа;
— повезују их још неке важне морфолошке појединости, као нпр. сингуларни облице вила, грабуља итд.
1. Црта (иза тачке) може се писати, ради јаснијег њиховог уочавања, и између међусобно независних јединица текста кад се нижу без преласка у нови ред: између разних поднаслова, између примјера којима се нешто илуструје, између појединих елемената каквог пописа (ријечи, имена и сл.), између насловног дијела пасуса и текста тог пасуса:

- О РЕПУБЛИЧКИМ ИНСТИТУЦИЈАМА У СЈЕДИЊЕНИМ ДРЖАВАМА. — КАКВИ СУ ИМ ИЗГЛЕДИ ДА ТРАЈУ.